# Andfjord
Der Andfjord ist eine etwa 60 km lange und bis zu 30 km breite Meerenge, ein Sund, in Nordnorwegen auf der Grenze zwischen den beiden Provinzen Nordland und Troms. An seiner tiefsten Stelle ist er 517 m tief.
Er beginnt im Norden am Europäischen Nordmeer und verläuft in allgemein südlicher Richtung zwischen den beiden großen Inseln Senja im Osten und Andøya im Westen. Die kleineren Inseln Krøttøya, Bjarkøya und Grytøya liegen im Süden an der Ostseite des Andfjords. Im Schärengebiet von Steinavær im Norden des Andfjords befindet sich ein großes Korallenriff.
Im Süden geht der Andfjord zwischen Kinnes und Eigsnes, wo der Toppsund nach Südosten abzweigt, über in den Godfjord und den Kvæfjord, von dem wiederum der 35 km weit in die große Insel Hinnøya hineinreichende Gullesfjord ausgeht. Im Südosten schließt sich der Vågsfjord an, der zwischen Bjarkøya im Westen und dem Eidepollen und der Senja-Halbinsel Stongland im Osten beginnt. Nördlich und südlich von Grytøya verbinden der Kvernsund und der Toppsund den Andfjord mit dem Vagsfjord. Im Südwesten, bei der Andøybrua (Andøybrücke) zwischen Dragnes auf Hinnøya und Risøyhamn im Süden von Andøya, beginnt der Risøysund, durch den die Hurtigruten-Schiffe von den südlichen Vesterålen nach Norden fahren.
In den Sommermonaten gibt es vom späten Mai bis Ende August eine Autofähre über den Andfjord an dessen Einfahrt vom Nordmeer zwischen Andenes am Nordende von Andøya und Gryllefjord (Kommune Senja) im Nordwesten von Senja. Die Fähre verkehrt dreimal täglich und die 37 Kilometer lange Fahrt dauert 1 Stunde und 40 Minuten.